# USCGC Bramble (WLB-392)
L' USCGC Bramble (WLB-392) est l'un des 39 baliseurs de 55 m construits entre 1942 et 1944 pour l'United States Coast Guard. De 1944 à 2003, il a servi dans les eaux du Pacifique, des Caraïbes et de l'Atlantique ainsi que dans les Grands Lacs. En 1947, Bramble était présent aux essais nucléaires sur l'atoll de Bikini et en 1957, une circumnavigation de l'Amérique du Nord impliquait une traversée forcée du passage du Nord-Ouest.
Après sa mise hors service en 2003, le Bramble est devenu un navire-musée à Port Huron, dans le Michigan. Il a été inscrit au registre national des lieux historiques le 1 août 2012.
En 2018, il a été vendu à un propriétaire privé, qui prépare le MV Bramble pour répéter son tour du monde historique de 1957 en Amérique du Nord.

## Décorations
- Coast Guard Unit Commendation
- Meritorious Unit Commendation
- Coast Guard E Ribbon
- Coast Guard Bicentennial Unit Commendation
- American Campaign Medal
- World War II Victory Medal
- National Defense Service Medal
- Coast Guard Arctic Service Medal
- Special Operations Service Ribbon

## Navire musée
Après sa mise hors service, le Bramble est devenu un navire-musée, amarré au terminal de la Voie maritime, donné au Port Huron Museum (en), mais fermé au public en 2011 en raison d'un manque de financement. En janvier 2013, le navire a été acheté par Robert B Klingler de Marine City, qui a créé la société USCGC Bramble LLC. Une restauration a été effectuée et le navire a continué comme musée, faisant également de courts voyages occasionnels. Bramble a été utilisé comme base pour le navire portugais blanc présenté dans Batman v Superman : L'Aube de la justice.

## Expédition future

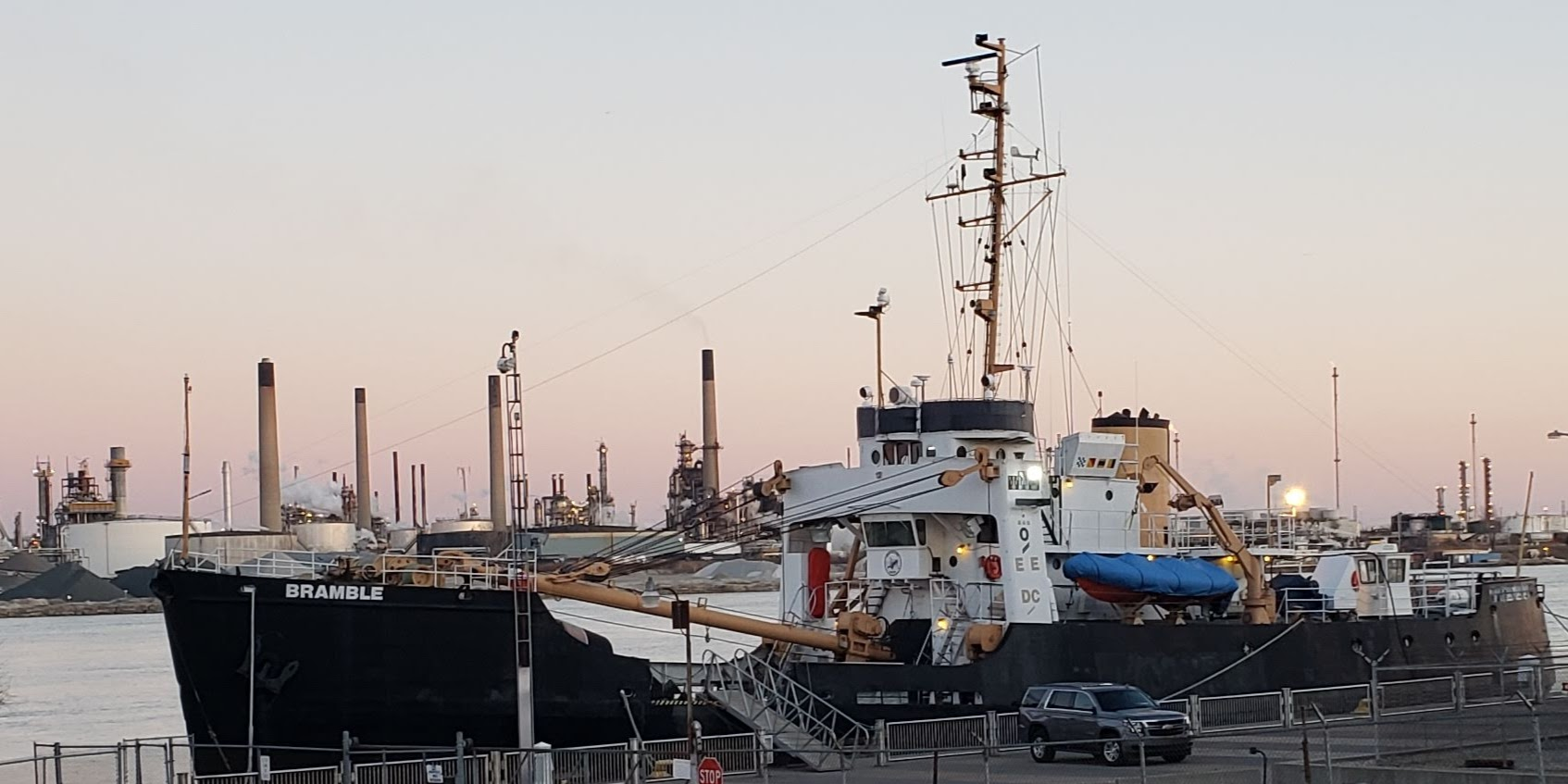
Bramble en 2019

En décembre 2018, Bramble a été vendu à Tom Clarke de Roanoke, en Virginie. Il a annoncé son intention d'envoyer le navire dans un chantier naval de Mobile, en Alabama, au printemps 2019 pour le préparer à un voyage au départ de Miami, reproduisant le tour de l'Amérique du Nord en 1957, y compris la traversée du passage du Nord-Ouest. Mais ce plan a été annulé. le nouveau propriétaire étant à court de fonds, le navire lui a été retiré pour être vendu aux enchères à Mobile, en Alabama. Le 4 décembre 2019, le Bramble a été vendu aux enchères publiques par l'United States Marshals Service à M.A.R.S., Modern American Recycling Services, Inc.